# 武内骏辅
武內駿輔（日语：／ Takeuchi Shunsuke，1997年9月12日—）是一名日本男性聲優，81 Produce所属。此外，亦以Jack Westwood名義進行歌手、作曲、編曲等音樂活動。

## 简介
以收敛冷静的声音为特点。
2015年1月，在他高中二年级的时候，被选拔成为动画《偶像大师 灰姑娘女孩》中制作人的配音演员。
2016年，獲得第10回聲優獎的新人男優賞。
2022年9月5日宣佈與映像監督的かとうみさと結婚。

## 出演作品
※粗體字為主要角色

### 電視動畫
2014年
- 星光樂園（古贺前辈、海狮、小男孩）

2015年
- 偶像大师 灰姑娘女孩（制作人）[5]
- JoJo的奇妙冒險 星塵鬥士 埃及篇（SPW財團機師）
- 聖劍使的禁咒詠唱（側近）
- 魔法少女奈葉ViVid（艾德加、男性教練）
- 亞爾斯蘭戰記（兵士、普拉達拉特）
- 鑽石王牌 -SECOND SEASON-（結城將司）
- Chaos Dragon 赤龍戰役（男A、革命軍士兵A）
- 六花的勇者（勞倫）
- 赤髮白雪姬（里德領主）
- 比堅尼戰士（死亡邪道）
- 偶像大师 灰姑娘女孩 第2期（制作人）
- 青年黑傑克（雨果）
- 緋彈的亞莉亞AA（羅德里戈）

2016年
- 疾走王子Alternative（方南學園選手）
- GATE 奇幻自衛隊 在彼方的土地，如斯的戰鬥 第2期（克洛烏）
- 排球少年！！第二季（京谷賢太郎）
- Dimension W －第四次元－（警備員）
- 灰與幻想的格林姆迦爾（米契奇）
- 決鬥大師VSRF（ドラゴン龍）
- KUROMUKURO（荷西·卡洛斯·高須賀）
- 初戀怪獸（高橋修吾）
- DAYS（浦靜）
- 吸血鬼僕人（桂爾登斯坦、士兵）
- 文豪Stray Dogs 第2期（霍華德·菲利普斯·洛夫克拉夫特）
- 發條精靈戰記 天鏡的極北之星（斯修拉夫·雷米翁）
- 路人超能100（隈川、構成員A）
- 黑白來看守所（五代大和）

2017年
- 靈契（端木熙[6]）
- 黑色推銷員NEW（光騎士）
- 高校星歌劇 第2期（南條聖[7]）
- 遊戲王VRAINS（Revolver/鴻上了見）
- Fate/Apocrypha（黑之Archer）
- 便利商店情人（坂本真）
- 美男戰國◆穿越時空之戀（明智光秀）
- 戰刻夜血（黑田官兵衛）
- TSUKIPRO THE ANIMATION（和泉柊羽）
- 調教咖啡廳（伊藤）
- 泥鯨之子們在沙地上歌唱（帕戈尼）
- ROBOMASTERS THE ANIMATED SERIES（孟一奇）
- 無論何時我們的戀情都是10厘米。（教師）

2018年
- POP TEAM EPIC（謎之聲D、暴徒男）
- DAME×PRINCE ANIME CARAVAN（利歐特）
- 閃電十一人 戰神的天秤（剛陣鐵之助）
- 卡利古拉（佐竹笙悟）
- 天狼 Sirius the Jaeger（法隆）[8]
- 佐賀偶像是傳奇（饒舌歌手B）
- BAKUMATSU（帝[9]）
- 火之丸相撲（久世草介）

2019年
- 路人超能100 II（隈川、靈能力者2、店主、龐克）
- 盾之勇者成名錄（攤販店主）
- 爆丸5（獨角巨龍）
- 星光王子 KING OF PRISM -Shiny Seven Stars-（大和亞歷山大）
- 偶像大師 灰姑娘女孩劇場 CLIMAX SEASON（旁白）
- 鑽石王牌 actII（結城將司）
- 彼方的阿斯特拉（札克·沃卡[10]）
- SD鋼彈世界 三國創傑傳（曹操飞翼钢弹）

2020年
- 達爾文遊戲（壇上）
- 地縛少年花子君（嗯嗯魚）
- 啄木鳥偵探所（鑑武實）
- 惡棍DRIVE（喧嘩屋[11]）
- A3！ SEASON SPRING & SUMMER（兵頭十座）

2021年
- BACK ARROW（旁白、狄麥因合唱團、守護者）
- IDOLY PRIDE（觀眾D）
- 灼熱卡巴迪（伊達真司）
- 東京復仇者（鈴木誠）
- 七騎士 革命 -英雄的繼承者-（喬）
- 憂國的莫里亞蒂（亞當·懷特利）
- TSUKIPRO THE ANIMATION 2（和泉柊羽）
- 魔卡派對（鯨魚遊）
- 桃子男孩渡海而來（內布雷加）
- 月光下的異世界之旅（阿德諾）
- 百萬噸級武藏（土方龍吾）
- 前輩有夠煩（武田晴海）
- 進化果實～不知不覺踏上勝利的人生～（黑之聖騎士）

2022年
- TRIBE NINE（辰沼龍斗）
- 這個不能播！（佐久間P、市村、製作公司P）
- 青之蘆葦（阿久津渚[12]）
- 新網球王子 U-17 世界盃（庫里斯·侯普曼[13]）
- 路人超能100 III（隈川）
- 被勇者隊伍開除的馭獸使，邂逅了最強種的貓耳少女（闇影騎士）
- 我與機器子（金尾持男[14]）
- 決鬥大師 WIN（ベベベベ）

2023年
- REVENGER（叢上徹破[15]）
- 海盜戰記 SEASON 2（艾納爾[16]）
- 東京復仇者 聖夜決戰篇（鈴木誠）
- HIGH CARD 至高之牌（布里斯特·布里茲·布羅哈斯特[17]、迪倫·四地）
- 大雪海的卡納（アコイルの王子、バルギアの荷役）
- 淪落者之夜（丹塔利歐[18]）
- 天國大魔境（士郎[19]、宇佐美）
- 鬼滅之刃 刀匠村篇（空喜[20]）
- 第二次被異世界召喚（陽炎）
- 肌肉魔法使-MASHLE-（曼陀羅草）
- BLEACH 千年血戰篇（亞斯金·納克魯瓦爾）
- 不死少女的謀殺鬧劇（丹尼斯[21]）
- 東京復仇者 天竺篇（鈴木誠）
- 米奇與達利 惡童物語（堤丸太[22]）
- 狩龍人拉格納（狄札斯特洛瓦[23]）
- 烈焰先鋒 救國的橘衣消防員（五十嵐哲平[24]）

2024年
- 金屬口紅（吉因·榮格哈特[25]）
- HIGH CARD 至高之牌（第2期）（布里斯特·布里茲·布羅哈斯特[26]）
- 格鬥實況（巴哥[27]）
- 黑執事 -寄宿學校篇-（韓曼·格里希爾[28]）
- 怪獸8號（神樂木葵[29]）
- 我要【招架】一切～反誤解的世界最強想成為冒險家～（ギルバート[30]）
- 再見龍生，你好人生（多蘭[31]）
- 去參加聯誼，卻發現完全沒有女生在場（常盤[32]）
- 噗妮露是可愛史萊姆（剛やん[33]）
- 凍牌～地下麻將鬥牌錄～（堂嶋[34]）
- 殿下與狗（殿下[35]）

2025年
- Princession Orchestra（ドラン[36]）
- 離開A級隊伍的我，和從前的弟子往迷宮深處邁進（麥斯特瑪[37]）
- 歡迎光臨流放者食堂！（丹尼斯[38]）
- 氣絕勇者與暗殺公主（托托[39]）
- 出入禁止的鼴鼠（貓附藤史郎[40]）
- 野生的大魔王出現了！（亞利歐特[41]）

2026年
- 鑽石王牌 actII Second Season（結城將司[42]）
- 東京復仇者 三天戰爭篇（鈴木誠[43]）
- 北斗之拳 -FIST OF THE NORTH STAR-（拳四郎[44]）

### OVA
2015年
- 來自小狗天國的信（前飼主）

2016年
- 亞人「中村慎也事件」（良太）
- Under the Dog（男學生）

2018年
- 高校星歌劇 in 萬聖節 OVA3（南條聖）[45]

### 劇場版動畫
2016年
- 星光少男 KING OF PRISM by PrettyRhythm（大和亞歷山大）
- 數碼寶貝大冒險tri.（漢克獸/杰斯兽）

2017年
- 星光少男 KING OF PRISM -PRIDE the HERO-（大和亞歷山大）

2019年
- 我的英雄學院劇場版：英雄新世紀（奇美拉）

2020年
- 星光王子 KING OF PRISM ALL STARS -星光時尚秀 ☆ Best Ten-（大和亞歷山大）

2021年
- 機動戰士鋼彈 閃光的哈薩威（伊拉姆·馬薩姆）[46]
- 龍馬！ The Prince of Tennis 新生劇場版網球王子（ブー）

2022年
- 機動戰士鋼彈 庫克羅斯·德安之島（庫克羅斯·德安[47]）

2023年
- 劇場版 SPY×FAMILY CODE: White（Type F[48]）

2024年
- 星光王子 KING OF PRISM -Dramatic PRISM.1-（大和亞歷山大[49]）

2025年
- 凡爾賽玫瑰（亞蘭·德·索瓦遜[50]）
- 星光王子 KING OF PRISM -Your Endless Call-（大和亞歷山大[51]）
- 名偵探柯南：獨眼的殘像（御廚貞邦）
- AS ONE（ヴィーゴ[52]）

### 網路動畫
2017年
- 黑白來看守所 第2期（五代大和）
- 夢王國與沉睡中的100位王子殿下 短篇動畫（摩爾塔）

2019年
- SD鋼彈世界 三國創傑傳（曹操飛翼鋼彈）

2020年
- 爆丸 裝甲聯盟（烈火獨角龍）

2021年
- 爆丸 Geogan Rising（烈火獨角龍）
- 鎮西八郎為朝（鎮西八郎〈源為朝〉）

2022年
- LUPIN ZERO（次元[53]）
- 蛋黃哥大冒險（蛋黃哥）

2024年
- GREAT PRETENDER razbliuto（江品爵〈ジェイ〉[54]）
- 餓狼傳：孤狼之道（姬川勉[55]）
- 高爾夫物語（萊瑟·霍普金斯[56]）

### 遊戲
2015年
- イケメン戦國（明智光秀）
- 夢王國與沉睡中的100位王子殿下（摩爾泰）

2016年
- 新楓之谷（隱月）[57]
- 艾爾之光（亞殷傑司‧伊斯麥爾/亞殷）
- 新槍彈辯駁V3 大家的自相殘殺新學期（獄原權太）
- ボーイフレンド（仮）（日语：ボーイフレンド（仮））（戍亥幸太郎）
- 募戀英雄（都築誠）

2017年
- 無雙☆群星大會串（織田信喵）
- 戀愛警報異能特勤部（堂島轍）
- A3！（兵頭十座）
- UNDER NIGHT IN-BIRTH Exe:Late[st]（エンキドゥ）
- 夢間集（靈蛇）
- 動物偶像（壽秋譽）

2018年
- Fate/Grand Order（喀戎）
- 崩坏3rd（大伟哥 <米哈游的伟人>）
- DREAM!ing（龍崎仁）
- 紡之邏輯（櫻井斗真）

2019年
- 王国之心III（雪宝）
- 明日方舟（角峰、巡林者）
- 机甲战魔（强尼·G）

2020年
- BLEACH: Brave Souls（亞斯金·納克魯瓦爾）
- 原神（特瓦林）
- GYEE（摩根）
- 寶可夢大師（赤日）

2021年
- WIND BOYS！（望月蒼斗）
- 黎之軌跡（シェリド公太子）
- 偶像夢幻祭（守門人）
- 符文工廠5（叢雲）

2022年
- 洛克人X DiVE（日语：ロックマンX DiVE） （畢亞）
- 白夜極光（巴頓）
- 刀劍亂舞（稻葉江）
- 夢職人與無法忘懷的黑妖精 （页面存档备份，存于）（沃爾特）

2023年
- 怪物彈珠（辛基爾提[58]）
- 崩壞：星穹鐵道（真理醫生[59]）

2024年
- 聖火降魔錄 英雄雲集（艾克米爾尼爾）

### 吹替
2016年
- 紐約殺人夜：Nasir Khan（里茲·阿邁德飾演）

2019年
- 冰雪奇緣2：雪寶

2022年
- 湯瑪士小火車：全員出動！（英语：Thomas & Friends: All Engines Go）：高登

2023年
- Barbie芭比：刻版肯尼
- 變形金剛：萬獸崛起：千斤頂

### 特摄
奥特银河格斗：命运的冲突：佐菲

### 廣播劇CD
- 小書痴的下剋上：為了成為圖書管理員不擇手段！
  - 廣播劇CD（班諾[60]）
  - 廣播劇CD2（班諾[61]）

2015年
- 偶像大師 灰姑娘女孩（製作人）
  - THE IDOLM@STER CINDERELLA GIRLS ANIMATION PROJECT 02 - 07
  - What would you like to do? ※電視動畫 藍光 / DVD 第2卷特典CD
- 舞星灑落的雷涅席庫爾（荒木正兒）※第6卷特裝版附贈廣播劇CD[62]

### 广播剧
- 日本朗诵学院（大阪放送、Radital、HiBiKi Radio Station（日语：HiBiKi Radio Station）、Niconico动画）[63]

## 脚注
1. ↑  . mynavi. 2016-03-12  [2016-03-12]. （原始内容存档于2016-03-13）.
2. ↑  2014年9月18日播放的《日本朗诵学院》中，武内本人透露的诞生日是9月12日，年龄是17岁。
3. ↑  . 声優グランプリweb.   [2015-09-03]. （原始内容存档于2015-09-02）.
4. ↑  . 聲優獎執行委員會.   [2016年8月7日]. （原始内容存档于2016年8月20日） （日语）.
5. ↑  リクナビ進学. . . 2015-10-14  [2015-10-14]. （原始内容存档于2015-12-22） （日语）.
6. ↑  . TVアニメ『Spiritpact (スピリットパクト)』公式サイト.   [2016-12-24]. （原始内容存档于2019-12-03）.
7. ↑  . 「スタミュ」（第2期）公式サイト.   [2017-01-13]. （原始内容存档于2017-01-17）.
8. ↑  . 電視動畫「天狼 Sirius the Jaeger」官網.   [2018-03-22]. （原始内容存档于2018-05-25）.
9. ↑  . 電視動畫「BAKUMATSU」官方網站.   [2018-03-24]. （原始内容存档于2018-08-23）.
10. ↑  . 電視動畫「彼方的阿斯特拉」官方網站.   [2019-05-10]. （原始内容存档于2019-05-10）.
11. ↑  . 電視動畫「惡棍DRIVE」官方網站.   [2020-03-13]. （原始内容存档于2020-04-03）.
12. ↑  . 電視動畫《青之蘆葦》官方網站.   [2022-02-09]. （原始内容存档于2022-02-13） （日语）.
13. ↑  . Comic Natalie. 2022-06-03  [2022-06-03]. （原始内容存档于2022-06-07） （日语）.
14. ↑  . Comic Natalie. 2022-11-13  [2022-11-13]. （原始内容存档于2022-11-13） （日语）.
15. ↑  . Comic Natalie. 2022-10-28  [2022-10-28]. （原始内容存档于2022-10-28） （日语）.
16. ↑  . Comic Natalie. 2022-06-08  [2022-06-08]. （原始内容存档于2022-06-16） （日语）.
17. ↑  . Comic Natalie. 2022-09-30  [2022-09-30]. （原始内容存档于2022-10-13） （日语）.
18. ↑  . MANTANWEB. 2022-11-17  [2022-11-17]. （原始内容存档于2022-11-26） （日语）.
19. ↑  . Comic Natalie. 2023-02-03  [2023-02-03]. （原始内容存档于2023-02-05） （日语）.
20. ↑  . Comic Natalie. 2023-04-24  [2023-04-24]. （原始内容存档于2023-04-30） （日语）.
21. ↑  . MANTANWEB. 2023-08-29  [2023-08-29] （日语）.
22. ↑  . Comic Natalie. 2023-02-24  [2023-02-24]. （原始内容存档于2023-03-31） （日语）.
23. ↑  . Comic Natalie. 2023-05-26  [2023-05-26]. （原始内容存档于2023-05-27） （日语）.
24. ↑  . MANTANWEB. 2023-10-02  [2023-10-02]. （原始内容存档于2023-11-23） （日语）.
25. ↑  . Comic Natalie. 2023-12-07  [2023-12-07]. （原始内容存档于2023-12-13） （日语）.
26. ↑  . Comic Natalie. 2023-08-01  [2023-08-01]. （原始内容存档于2023-08-02） （日语）.
27. ↑  . Comic Natalie. 2024-02-26  [2024-02-26]. （原始内容存档于2024-02-26） （日语）.
28. ↑  . Comic Natalie. 2024-02-16  [2024-02-16]. （原始内容存档于2024-03-07） （日语）.
29. ↑  . Comic Natalie. 2023-12-22  [2023-12-22]. （原始内容存档于2024-01-17） （日语）.
30. ↑  . Comic Natalie. 2024-05-14  [2024-05-14]. （原始内容存档于2024-05-18） （日语）.
31. ↑  . Comic Natalie. 2024-03-15  [2024-03-15]. （原始内容存档于2024-04-01） （日语）.
32. ↑  . Comic Natalie. 2024-02-26  [2024-02-26]. （原始内容存档于2024-03-16） （日语）.
33. ↑  . Comic Natalie. 2024-10-01  [2024-10-01]. （原始内容存档于2025-06-24） （日语）.
34. ↑  . Comic Natalie. 2024-05-28  [2024-05-28] （日语）.
35. ↑  . Comic Natalie. 2024-08-10  [2024-08-10]. （原始内容存档于2024-08-10） （日语）.
36. ↑  . Comic Natalie. 2024-12-18  [2024-12-18] （日语）.
37. ↑  . Comic Natalie. 2025-04-25  [2025-04-25]. （原始内容存档于2025-04-25） （日语）.
38. ↑  . Comic Natalie. 2025-03-18  [2025-03-18] （日语）.
39. ↑  . Comic Natalie. 2025-02-07  [2025-02-07]. （原始内容存档于2025-02-10） （日语）.
40. ↑  . Comic Natalie. 2025-04-18  [2025-04-18] （日语）.
41. ↑  . Comic Natalie. 2025-07-08  [2025-07-08]. （原始内容存档于2025-07-08） （日语）.
42. ↑  . Comic Natalie. 2025-05-15  [2025-05-15]. （原始内容存档于2025-06-05） （日语）.
43. ↑  . Comic Natalie. 2025-06-22  [2025-06-22]. （原始内容存档于2025-06-23） （日语）.
44. ↑  . Fami通. 2025-07-06  [2025-07-06]. （原始内容存档于2025-07-08） （日语）.
45. ↑  . . 2018年6月20日  [2018年11月13日]. （原始内容存档于2018年6月20日） （日语）.
46. ↑  牛丸. . www.ali213.net. 2021-02-19  [2021-04-05]. （原始内容存档于2021-04-13） （中文（中国大陆））.
47. ↑  . Comic Natalie. 2022-03-09  [2022-03-09]. （原始内容存档于2022-04-21） （日语）.
48. ↑  . Comic Natalie. 2023-09-22  [2023-09-22]. （原始内容存档于2023-12-09） （日语）.
49. ↑  . Comic Natalie. 2024-04-25  [2024-04-25]. （原始内容存档于2024-04-25） （日语）.
50. ↑  . Comic Natalie. 2024-10-17  [2024-10-17]. （原始内容存档于2024-12-12） （日语）.
51. ↑  . Comic Natalie. 2025-02-28  [2025-02-28]. （原始内容存档于2025-03-04） （日语）.
52. ↑  . Comic Natalie. 2025-06-25  [2025-06-25]. （原始内容存档于2025-06-27） （日语）.
53. ↑  . Comic Natalie. 2022-11-19  [2022-11-19]. （原始内容存档于2022-11-24） （日语）.
54. ↑  . MANTANWEB. 2023-12-19  [2023-12-19]. （原始内容存档于2023-12-25） （日语）.
55. ↑  . Comic Natalie. 2024-04-22  [2024-04-22]. （原始内容存档于2024-05-09） （日语）.
56. ↑  . Comic Natalie. 2023-12-08  [2023-12-08]. （原始内容存档于2024-03-24） （日语）.
57. ↑  . 「新楓之谷」官方網站.   [2016年9月5日]. （原始内容存档于2016年8月31日） （日语）.
58. ↑  takeshun81的2023年12月7日的推文、. Retrieved 2024-02-03.
59. ↑  崩壊：スターレイル. . X.com. 2023-10-31  [2024-02-07] （日语）.
60. ↑  . TOブックス.   [2020-06-28]. （原始内容存档于2019-12-13） （日语）.
61. ↑  . TOブックス.   [2020-06-28]. （原始内容存档于2019-12-13） （日语）.
62. ↑  . おた☆スケ.   [2015-03-04]. （原始内容存档于2019-12-03）.
63. ↑  . WESYM.   [2015-01-11]. （原始内容存档于2014-02-22）.